# Rhuda labella
Rhuda labella är en fjärilsart som beskrevs av Dyar 1908. Rhuda labella ingår i släktet Rhuda och familjen tandspinnare. Inga underarter finns listade.